# كلارك كينسي
كلارك كينسي (بالإنجليزية: Clark Kinsey)‏ هو مصور أمريكي، ولد في 1877، وتوفي في 1956.